# Hirtodrosophila trilineata
Hirtodrosophila trilineata är en tvåvingeart som först beskrevs av In Cho Chung 1960.  Hirtodrosophila trilineata ingår i släktet Hirtodrosophila och familjen daggflugor. Inga underarter finns listade i Catalogue of Life.